# 2018年國際足協世界盃相關問題
2018年世界盃足球賽從未開賽便已出現各種爭議，與2014年冬季奧林匹克運動會之爭議有不少雷同，包括抵制、種族歧視、俄羅斯禁藥醜聞等。而開賽後也有世足賽首屆引進的影像輔助裁判所引發之問題。

## 俄羅斯歧視問題

### 種族歧視
- 俄羅斯種族歧視和新納粹主義的問題十分嚴重，這使歐洲國家質疑黑人球員能否於俄羅斯球場上獲得友善對待。2013年10月23日，俄羅斯知名的莫斯科中央陸軍足球俱樂部因為球迷以猴子叫歧視曼城黑人球員耶耶·托尼，而被歐洲足總 (UEFA) 罰關閉部分主場（限制觀眾數量），而2014年10月時莫斯科中央陸軍又再因同類事件被歐洲足總下令踢2場無觀眾比賽。耶耶·托尼事後曾警告，若俄羅斯的種族歧視問題得不到改善，各國黑人球員應杯葛俄羅斯世界盃。[1]另外，有其他球隊因為球迷高舉納粹標語、行納粹禮、展現納粹德國國旗等新納粹主義的行為，也招來一樣的處分。[2][3]
- 俄羅斯之黑幫如光頭黨（新納粹主義團體）肆虐嚴重，也引起外國觀光客人身安全的一大隱憂。而俄羅斯雖然於2014年冬季奧運安保成功，但是也已和北高加索分離團體衝突20多年，仍有風險存在。

### LGBT活動
因為此爭議，有不少人要求剝奪俄羅斯的主辦權。

## FIFA收賄事件
- 國際足球總會 (FIFA) 在2015年被揭露的收賄事件一度使俄羅斯在本屆世足以及2022年國際足協世界盃的卡達之主辦權的合法性受到质疑。[6][7]

## 禁藥問題
2014年12月以後的接連曝光的禁藥醜聞如同此前的收賄事件，使主辦國合法性及能否參賽都受質疑。
在2018年之前的奧運俄羅斯已經因為禁賽醜聞而失去部分比賽的主辦權甚至參賽資格，2016年7月18日第一部分報告公布後，國際奧委會雖然宣布不會對2016年奧運俄羅斯代表團實施全體禁賽，參賽資格交由各單項體育協會決定，但仍然使該國2016年夏季奧運代表團數目從原本389人降至291人，其中舉重被全面禁賽，划船、田徑被大部分禁賽，14項目全部的參賽者都可參與當屆奧運。
其後的2016年夏季殘奧會被全面禁賽，2018年冬季残奥会、2018年冬季奥林匹克运动会也被禁止參賽。
同時也失去2019年歐洲運動會主辦權，2016年10月21日時給予白俄羅斯明斯克主辦。2016年12月9日第二部分報告公布後，2016年12月13日再失去2017年世界雪車錦標賽的主辦權並改到德國。
俄羅斯也回應這兩份報告都是一種「政治陰謀」。但是也被指出2013年青年隊時曾有掩蓋樣本陽性的事件。
2016年12月19日，FIFA主席宣布不因此收回主辦權，並稱「以前文問題為由杯葛與禁賽從來都無法解決任何問題」，而且他們也不是反禁藥的警察等。儘管如此也同樣受到其他質疑。

## 足球流氓
因為2016年歐洲足球錦標賽期間的歐足盃騷亂，引发外界对俄罗斯世界杯足球流氓的担忧，雖然俄羅斯足球流氓發展較晚，歷史較短，但隨極右民族主義和新納粹團體興起，該國足球流氓勢力也跟著快速成長，而且俄羅斯的黑幫也因此訓練「女暴力團」（足球太妹訓練班），欲「以暴制暴」打擊足球流氓。
這些騷亂中其中涉及英國和俄羅斯球迷的打鬥行為。這些威脅在一開始時幾乎被忽略，但是當俄羅斯人威脅要攻擊並意圖嚴重傷害或殺死任何英格蘭球迷時，無論他們是否試圖開始打架，都引起了全國媒體的關注。
在這方面也有一些針對國際足聯的一部份爭議，因為所有來自主辦國球迷的不必要的威脅和同性戀恐懼都會使俄羅斯失去主辦權的風險似乎是存在的。不過來自英格蘭和波蘭的球迷紛紛表示，他們在抵達俄羅斯後受到了熱烈的歡迎。

## 開幕典禮
2018年6月14日举行的开幕仪式上，英国歌手罗比·威廉姆斯在演唱时突然对摄像机镜头竖起中指，引发热议。为此，拥有美国的英语转播权的福克斯体育通过媒体发布道歉。

## 判罰爭議
今屆開始雖然引入了视频助理裁判（VAR，Video Assistant Referee）技术，但因需要在主裁判提出質疑時VAR才能派上用場，所以部分判罰亦存有不少爭議。雖然如此，今屆引入的VAR亦減少了不少誤判。
- 6月17日，莫斯科時間晚上9時舉行的E組首輪分組賽巴西 vs 瑞士。瑞士球員在第50分鐘接應角球時頭槌頂入，然而在過程中明顯地將巴西中堅推倒再攻門。此時巴西球員提出抗議並要求裁判觀看VAR，但墨西哥籍裁判施薩·拉莫斯斷然回絕了該要求。在第73分鐘時，在禁區右側被抱著然後倒地。明顯的十二碼判罰，但裁判拉莫斯卻示意比賽繼續，而VAR亦沒有介入。除此之外，巴西當家球星被瑞士球員多次惡意侵犯，但裁判拉莫斯卻視若無睹。多次如此惡意的犯規拉莫斯卻只給予部分瑞士球員黃牌一張，實際上內馬爾多數都是離譜假摔，造成裁判厭煩而不想理會（就像童話故事裡喊狼來了的小孩）。
- 6月18日，莫斯科時間晚上9時舉行的G組首輪分組賽突尼西亞 vs 英格蘭。球賽進行至第38分鐘時重演了前一個比賽日倒地的一幕。英格蘭左路開出罰球後，突尼西亞的在禁區内將從後抱起然後倒地。多名英格蘭球員投訴並要求觀看VAR，但哥倫比亞籍裁判韋馬·勞當卻視若無睹。在4分鐘前，基爾·獲加在禁區犯手球，裁判直指十二碼並給予其黃牌一張，其後突尼西亞憑該十二碼追平至1-1[21]。完場後突尼西亞錄得14次犯規，但卻沒有被罰牌。賽後部分英格蘭名宿在社交網站恥笑VAR是否已經失靈。
- 6月26日，B組第三輪分組賽伊朗 vs 葡萄牙，基斯坦奴·朗拿度肘擊伊朗球員彭拉利根積，裁判也隨即中斷比賽、啟用VAR判決，但最終結果卻未給予紅牌。2010年也執教世界盃的伊朗教頭說：「現實是用VAR裁定時明明就看到肘擊，按規則來看就是判紅牌，不是說利昂内尔·梅西或基斯坦奴·朗拿度就能例外。」[22]

## 裁判涉利益衝突
- 6月21日，B組第二輪分組賽摩洛哥 vs 葡萄牙賽後，裁判基格（Mark Geiger）向克里斯蒂亚诺 罗纳尔多索取球衣，涉利益衝突。球證本應中立不偏頗，若基格是基斯坦奴·朗拿度的球迷，他的執法公平性受到質疑，是一大醜聞。[23]

## 墨西哥球迷的不當行為
墨西哥因為球迷使用 「puto」一詞被罰款10000瑞士法郎。

## 政治立場爭議
- 6月22日，加里寧格勒時間晚上8時舉行的E組次輪分組賽塞爾維亞 vs 瑞士。賽事中取得入球的兩名瑞士球員和均是科索沃的阿爾巴尼亞人，因模仿阿爾巴尼亞國旗的雙頭鷹手勢慶祝掀起政治爭議，可能面臨國際足協的罰款，甚至停賽。[25]除此之外，的戰靴更分別繡上瑞士和科索沃旗幟。2018年6月26日，兩人因為該行為，被罰款10000瑞士法郎。[26][27]

- 克羅埃西亞淘汰俄羅斯後，維達疑發表反俄言論（克里米亞主權爭議），遭到警告。